# WHL 2007/08
Die WHL-Saison 2007/08 war die 42. Spielzeit der Western Hockey League. Die reguläre Saison begann am 20. September 2007 und endete am 16. März 2008. Die Play-offs starteten am 21. März 2008 und endeten mit dem zweiten Ed-Chynoweth-Cup-Gewinn der Spokane Chiefs am 7. Mai 2008, die sich im WHL-Finale gegen die Lethbridge Broncos durchsetzten.

## Teamänderungen
Mit den Edmonton Oil Kings nahm zu Beginn der Saison ein neues Franchise den Spielbetrieb auf. Die Oil Kings wurden in die Central Division gesetzt und die Western Hockey League wuchs auf 22 Mannschaften an.

## Reguläre Saison

### Abschlussplatzierungen
Abkürzungen: GP = Spiele, W = Siege, L = Niederlagen, OTL = Niederlage nach Overtime bzw. Shootout, GF = Erzielte Tore, GA = Gegentore, Pts = Punkte

Erläuterungen:       = Play-off-Qualifikation,       = Divisions-Sieger,       = Conference-Sieger,       = Scotty-Munro-Memorial-Trophy-Gewinner

#### Eastern Conference
| East Division         | GP | W  | L  | OTL | GF  | GA  | Pts |
| --------------------- | -- | -- | -- | --- | --- | --- | --- |
| Regina Pats           | 72 | 44 | 22 | 6   | 217 | 206 | 94  |
| Brandon Wheat Kings   | 72 | 42 | 24 | 6   | 253 | 209 | 90  |
| Swift Current Broncos | 72 | 41 | 24 | 7   | 244 | 205 | 89  |
| Moose Jaw Warriors    | 72 | 37 | 21 | 14  | 229 | 214 | 88  |
| Saskatoon Blades      | 72 | 29 | 34 | 9   | 182 | 229 | 67  |
| Prince Albert Raiders | 72 | 26 | 41 | 5   | 196 | 248 | 57  |

| Central Division      | GP | W  | L  | OTL | GF  | GA  | Pts |
| --------------------- | -- | -- | -- | --- | --- | --- | --- |
| Calgary Hitmen        | 72 | 47 | 20 | 5   | 259 | 166 | 99  |
| Lethbridge Hurricanes | 72 | 45 | 21 | 6   | 245 | 175 | 96  |
| Medicine Hat Tigers   | 72 | 43 | 22 | 7   | 234 | 198 | 93  |
| Kootenay Ice          | 72 | 42 | 22 | 8   | 229 | 214 | 92  |
| Edmonton Oil Kings    | 72 | 22 | 39 | 11  | 162 | 241 | 55  |
| Red Deer Rebels       | 72 | 18 | 47 | 7   | 145 | 255 | 43  |

#### Western Conference
| B.C. Division         | GP | W  | L  | OTL | GF  | GA  | Pts |
| --------------------- | -- | -- | -- | --- | --- | --- | --- |
| Vancouver Giants      | 72 | 49 | 15 | 8   | 250 | 155 | 106 |
| Kelowna Rockets       | 72 | 38 | 26 | 8   | 248 | 215 | 84  |
| Chilliwack Bruins     | 72 | 28 | 35 | 9   | 206 | 241 | 65  |
| Kamloops Blazers      | 72 | 27 | 41 | 4   | 197 | 253 | 58  |
| Prince George Cougars | 72 | 20 | 48 | 4   | 172 | 304 | 44  |

| U.S. Division         | GP | W  | L  | OTL | GF  | GA  | Pts |
| --------------------- | -- | -- | -- | --- | --- | --- | --- |
| Tri-City Americans    | 72 | 52 | 16 | 4   | 262 | 176 | 108 |
| Spokane Chiefs        | 72 | 50 | 15 | 7   | 251 | 160 | 107 |
| Seattle Thunderbirds  | 72 | 42 | 23 | 7   | 241 | 179 | 91  |
| Everett Silvertips    | 72 | 39 | 30 | 3   | 205 | 198 | 81  |
| Portland Winter Hawks | 72 | 11 | 58 | 3   | 132 | 318 | 25  |

### Beste Scorer
Abkürzungen: GP = Spiele, G = Tore, A = Assists, Pts = Punkte, PIM = Strafminuten; Fett: Saisonbestwert
| Spieler            | Team                                  | GP | G  | A  | Pts | PIM |
| ------------------ | ------------------------------------- | -- | -- | -- | --- | --- |
| Mark Santorelli    | Chilliwack Bruins                     | 72 | 27 | 74 | 101 | 40  |
| Colin Long         | Kelowna Rockets                       | 72 | 31 | 69 | 100 | 41  |
| Colton Yellow Horn | Tri-City Americans                    | 67 | 48 | 49 | 97  | 63  |
| Tyler Ennis        | Medicine Hat Tigers                   | 70 | 43 | 48 | 91  | 42  |
| Steve DaSilva      | Kootenay Ice                          | 68 | 40 | 50 | 90  | 47  |
| Mitch Fadden       | Lethbridge Broncos                    | 72 | 34 | 55 | 89  | 72  |
| Jordan Knackstedt  | Moose Jaw Warriors                    | 72 | 31 | 54 | 85  | 116 |
| Dan Gendur         | Everett Silvertips                    | 60 | 29 | 55 | 84  | 68  |
| Bud Holloway       | Seattle Thunderbirds                  | 70 | 43 | 40 | 83  | 55  |
| Drayson Bowman     | Spokane Chiefs                        | 66 | 42 | 40 | 82  | 62  |
| Oscar Möller       | Chilliwack Bruins                     | 63 | 39 | 43 | 82  | 42  |
| Jason Reese        | Moose Jaw Warriors Tri-City Americans | 69 | 24 | 58 | 82  | 46  |

### Beste Torhüter
Abkürzungen: GP = Spiele, TOI = Eiszeit (in Minuten), W = Siege, L = Niederlagen, OTL = Overtime/Shootout-Niederlagen, GA = Gegentore, SO = Shutouts, Sv% = gehaltene Schüsse (in %), GAA = Gegentorschnitt
| Spieler         | Team                  | GP | TOI  | W  | L  | OTL | GA  | SO | Sv%  | GAA  |
| --------------- | --------------------- | -- | ---- | -- | -- | --- | --- | -- | ---- | ---- |
| Dustin Tokarski | Spokane Chiefs        | 45 | 2543 | 30 | 10 | 3   | 87  | 6  | 92,2 | 2,05 |
| Juha Metsola    | Lethbridge Hurricanes | 30 | 1693 | 20 | 17 | 1   | 56  | 3  | 91,6 | 1,98 |
| Kevin Armstrong | Spokane Chiefs        | 33 | 1840 | 20 | 5  | 4   | 66  | 2  | 91,5 | 2,15 |
| Tyson Sexsmith  | Vancouver Giants      | 62 | 3678 | 43 | 11 | 8   | 116 | 9  | 91,1 | 1,89 |
| Martin Jones    | Calgary Hitmen        | 27 | 1529 | 18 | 8  | 1   | 54  | 1  | 91,1 | 2,12 |

## Play-offs

### Play-off-Baum
|  | Conference-Viertelfinale | Conference-Viertelfinale | Conference-Viertelfinale |                       |                       | Conference-Halbfinale | Conference-Halbfinale | Conference-Halbfinale |  |  | Conference-Finale | Conference-Finale | Conference-Finale |  |  | WHL-Meisterschaft | WHL-Meisterschaft | WHL-Meisterschaft |
|  |                          |                          |                          |                       |                       |                       |                       |                       |  |  |                   |                   |                   |  |  |                   |                   |                   |
|  | 1                        | Calgary Hitmen           | 4                        |                       |                       |                       |                       |                       |  |  |                   |                   |                   |  |  |                   |                   |                   |
|  | 8                        | Moose Jaw Warriors       | 2                        |                       |                       |                       |                       |                       |  |  |                   |                   |                   |  |  |                   |                   |                   |
|  | 8                        | Moose Jaw Warriors       | 2                        | 1                     | Calgary Hitmen        | 4                     |                       |                       |  |  |                   |                   |                   |  |  |                   |                   |                   |
|  |                          |                          |                          | 1                     | Calgary Hitmen        | 4                     |                       |                       |  |  |                   |                   |                   |  |  |                   |                   |                   |
|  |                          |                          | 7                        | Swift Current Broncos | 2                     |                       |                       |                       |  |  |                   |                   |                   |  |  |                   |                   |                   |
|  | 2                        | Regina Pats              | 7                        | Swift Current Broncos | 2                     | 2                     |                       |                       |  |  |                   |                   |                   |  |  |                   |                   |                   |
|  | 2                        | Regina Pats              |                          |                       |                       | 2                     |                       |                       |  |  |                   |                   |                   |  |  |                   |                   |                   |
|  | 7                        | Swift Current Broncos    | 4                        |                       |                       |                       |                       |                       |  |  |                   |                   |                   |  |  |                   |                   |                   |
|  | 7                        | Swift Current Broncos    | 4                        | 1                     | Calgary Hitmen        | 0                     |                       |                       |  |  |                   |                   |                   |  |  |                   |                   |                   |
|  |                          |                          |                          | 1                     | Calgary Hitmen        | 0                     | Eastern Conference    |                       |  |  |                   |                   |                   |  |  |                   |                   |                   |
|  |                          | 3                        | Lethbridge Hurricanes    | 4                     |                       |                       |                       |                       |  |  |                   |                   |                   |  |  |                   |                   |                   |
|  | 3                        | 3                        | Lethbridge Hurricanes    | 4                     | Lethbridge Hurricanes | 4                     |                       |                       |  |  |                   |                   |                   |  |  |                   |                   |                   |
|  | 3                        |                          |                          |                       | Lethbridge Hurricanes | 4                     |                       |                       |  |  |                   |                   |                   |  |  |                   |                   |                   |
|  | 6                        | Brandon Wheat Kings      | 2                        |                       |                       |                       |                       |                       |  |  |                   |                   |                   |  |  |                   |                   |                   |
|  | 6                        | Brandon Wheat Kings      | 2                        | 3                     | Lethbridge Hurricanes | 4                     |                       |                       |  |  |                   |                   |                   |  |  |                   |                   |                   |
|  |                          |                          |                          | 3                     | Lethbridge Hurricanes | 4                     |                       |                       |  |  |                   |                   |                   |  |  |                   |                   |                   |
|  |                          |                          | 5                        | Kootenay Ice          | 1                     |                       |                       |                       |  |  |                   |                   |                   |  |  |                   |                   |                   |
|  | 4                        | Medicine Hat Tigers      | 5                        | Kootenay Ice          | 1                     | 1                     |                       |                       |  |  |                   |                   |                   |  |  |                   |                   |                   |
|  | 4                        | Medicine Hat Tigers      |                          |                       |                       |                       |                       |                       |  |  |                   |                   |                   |  |  |                   |                   |                   |
|  | 5                        | Kootenay Ice             | 4                        |                       |                       |                       |                       |                       |  |  |                   |                   |                   |  |  |                   |                   |                   |
|  | 5                        | Kootenay Ice             | 4                        | E3                    | Lethbridge Hurricanes | 0                     |                       |                       |  |  |                   |                   |                   |  |  |                   |                   |                   |
|  |                          |                          |                          |                       |                       |                       |                       |                       |  |  |                   |                   |                   |  |  |                   |                   |                   |
|  |                          | W3                       | Spokane Chiefs           | 4                     |                       |                       |                       |                       |  |  |                   |                   |                   |  |  |                   |                   |                   |
|  | 1                        | W3                       | Spokane Chiefs           | 4                     | Tri-City Americans    | 4                     |                       |                       |  |  |                   |                   |                   |  |  |                   |                   |                   |
|  | 1                        |                          |                          |                       | Tri-City Americans    | 4                     |                       |                       |  |  |                   |                   |                   |  |  |                   |                   |                   |
|  | 8                        | Kamloops Blazers         | 0                        |                       |                       |                       |                       |                       |  |  |                   |                   |                   |  |  |                   |                   |                   |
|  | 8                        | Kamloops Blazers         | 0                        | 1                     | Tri-City Americans    | 4                     |                       |                       |  |  |                   |                   |                   |  |  |                   |                   |                   |
|  |                          |                          |                          | 1                     | Tri-City Americans    | 4                     |                       |                       |  |  |                   |                   |                   |  |  |                   |                   |                   |
|  |                          |                          | 4                        | Seattle Thunderbirds  | 1                     |                       |                       |                       |  |  |                   |                   |                   |  |  |                   |                   |                   |
|  | 4                        | Seattle Thunderbirds     | 4                        | Seattle Thunderbirds  | 1                     | 4                     |                       |                       |  |  |                   |                   |                   |  |  |                   |                   |                   |
|  | 4                        | Seattle Thunderbirds     |                          |                       |                       | 4                     |                       |                       |  |  |                   |                   |                   |  |  |                   |                   |                   |
|  | 5                        | Kelowna Rockets          | 3                        |                       |                       |                       |                       |                       |  |  |                   |                   |                   |  |  |                   |                   |                   |
|  | 5                        | Kelowna Rockets          | 3                        | 1                     | Tri-City Americans    | 3                     |                       |                       |  |  |                   |                   |                   |  |  |                   |                   |                   |
|  |                          |                          |                          | 1                     | Tri-City Americans    | 3                     | Western Conference    |                       |  |  |                   |                   |                   |  |  |                   |                   |                   |
|  |                          | 3                        | Spokane Chiefs           | 4                     |                       |                       |                       |                       |  |  |                   |                   |                   |  |  |                   |                   |                   |
|  | 2                        | 3                        | Spokane Chiefs           | 4                     | Vancouver Giants      | 4                     |                       |                       |  |  |                   |                   |                   |  |  |                   |                   |                   |
|  | 2                        |                          |                          |                       |                       |                       |                       |                       |  |  |                   |                   |                   |  |  |                   |                   |                   |
|  | 7                        | Chilliwack Bruins        | 0                        |                       |                       |                       |                       |                       |  |  |                   |                   |                   |  |  |                   |                   |                   |
|  | 7                        | Chilliwack Bruins        | 0                        | 2                     | Vancouver Giants      | 2                     |                       |                       |  |  |                   |                   |                   |  |  |                   |                   |                   |
|  |                          |                          |                          | 2                     | Vancouver Giants      | 2                     |                       |                       |  |  |                   |                   |                   |  |  |                   |                   |                   |
|  |                          |                          | 3                        | Spokane Chiefs        | 4                     |                       |                       |                       |  |  |                   |                   |                   |  |  |                   |                   |                   |
|  | 3                        | Spokane Chiefs           | 3                        | Spokane Chiefs        | 4                     | 4                     |                       |                       |  |  |                   |                   |                   |  |  |                   |                   |                   |
|  | 3                        | Spokane Chiefs           |                          |                       |                       |                       |                       |                       |  |  |                   |                   |                   |  |  |                   |                   |                   |
|  | 6                        | Everett Silvertips       | 0                        |                       |                       |                       |                       |                       |  |  |                   |                   |                   |  |  |                   |                   |                   |

### Ed-Chynoweth-Cup-Sieger
| Ed-Chynoweth-Cup-Sieger Spokane Chiefs | Torhüter: Kevin Armstrong, Dustin Tokarski Verteidiger: Brett Bartman, Jace Coyle, Jared Cowen, Jared Spurgeon, Justin Falk, Mike Reddington, Stefan Ulmer, Trevor Glass Angreifer: Blake Gal, Chris Burton, Curtis Kelner, David Rutherford, Drayson Bowman, Dustin Donaghy, Judd Blackwater, Justin McCrae, Levko Koper, Mitch Wahl, Ondřej Roman, Ryan Letts, Seth Compton, Tyler Johnson Cheftrainer: Bill Peters General Manager: Tim Speltz |

### Beste Scorer
Abkürzungen: GP = Spiele, G = Tore, A = Assists, Pts = Punkte, PIM = Strafminuten; Fett: Saisonbestwert
| Spieler            | Team               | GP | G  | A  | Pts | PIM |
| ------------------ | ------------------ | -- | -- | -- | --- | --- |
| T. J. Galiardi     | Calgary Hitmen     | 16 | 5  | 19 | 24  | 20  |
| Zach Boychuk       | Lethbridge Broncos | 18 | 13 | 8  | 21  | 6   |
| Colton Yellow Horn | Tri-City Americans | 16 | 10 | 11 | 21  | 18  |
| Drayson Bowman     | Spokane Chiefs     | 21 | 11 | 9  | 20  | 8   |
| Ondřej Roman       | Spokane Chiefs     | 21 | 9  | 11 | 20  | 6   |
| Mitch Fadden       | Lethbridge Broncos | 19 | 5  | 15 | 20  | 19  |
| Judd Blackwater    | Spokane Chiefs     | 21 | 10 | 8  | 18  | 6   |
| Brock Nixon        | Calgary Hitmen     | 16 | 9  | 9  | 18  | 4   |
| David Rutherford   | Spokane Chiefs     | 21 | 9  | 9  | 18  | 12  |
| Brandon Kozun      | Calgary Hitmen     | 16 | 4  | 14 | 18  | 6   |

### Beste Torhüter
Abkürzungen: GP = Spiele, TOI = Eiszeit (in Minuten), W = Siege, L = Niederlagen, OTL = Overtime/Shootout-Niederlagen, GA = Gegentore, SO = Shutouts, Sv% = gehaltene Schüsse (in %), GAA = Gegentorschnitt
| Spieler         | Team               | GP | TOI  | W  | L | GA | SO | Sv%  | GAA  |
| --------------- | ------------------ | -- | ---- | -- | - | -- | -- | ---- | ---- |
| Dustin Tokarski | Spokane Chiefs     | 21 | 1352 | 16 | 2 | 31 | 3  | 94,4 | 1,38 |
| Chet Pickard    | Tri-City Americans | 16 | 1010 | 11 | 3 | 30 | 3  | 93,7 | 1,78 |
| Mark Friesen    | Chilliwack Bruins  | 4  | 296  | 0  | 3 | 11 | 0  | 93,2 | 2,23 |
| Tyson Sexsmith  | Vancouver Giants   | 10 | 658  | 6  | 4 | 20 | 0  | 93,1 | 1,82 |
| Kris Lazaruk    | Kootenay Ice       | 10 | 620  | 5  | 3 | 27 | 0  | 92,1 | 2,61 |

## Auszeichnungen

### All-Star-Teams

#### Eastern Conference
| Angriff:      | Steve DaSilva – Tyler Ennis – Jordan Eberle |
| Verteidigung: | Karl Alzner – Logan Pyett                   |
| Tor:          | Linden Rowat                                |

| Angriff:      | Mitch Fadden – Zach Boychuk – Ryan White |
| Verteidigung: | Ty Wishart – Daryl Boyle                 |
| Tor:          | Dan Spence                               |

#### Western Conference
| Angriff:      | Colton Yellow Horn – Colin Long – Oscar Möller |
| Verteidigung: | T. J. Fast – Thomas Hickey                     |
| Tor:          | Chet Pickard                                   |

| Angriff:      | Dan Gendur – Mark Santorelli – Drayson Bowman |
| Verteidigung: | Jonathon Blum – Luke Schenn                   |
| Tor:          | Tyson Sexsmith                                |

### Vergebene Trophäen
| Auszeichnung                                      | Auszeichnung                    | Team                  |
| ------------------------------------------------- | ------------------------------- | --------------------- |
| Scotty Munro Memorial Trophy                      | Scotty Munro Memorial Trophy    | Tri-City Americans    |
| Auszeichnung                                      | Spieler                         | Team                  |
| Four Broncos Memorial Trophy                      | Karl Alzner                     | Calgary Hitmen        |
| Bob Clarke Trophy                                 | Mark Santorelli                 | Chilliwack Bruins     |
| Bill Hunter Memorial Trophy                       | Karl Alzner                     | Calgary Hitmen        |
| Jim Piggott Memorial Trophy                       | Brayden Schenn                  | Brandon Wheat Kings   |
| Del Wilson Trophy                                 | Chet Pickard                    | Tri-City Americans    |
| WHL Plus-Minus Award                              | Greg Scott                      | Seattle Thunderbirds  |
| Brad Hornung Trophy                               | Tyler Ennis                     | Medicine Hat Tigers   |
| Daryl K. (Doc) Seaman Trophy                      | Jordan Eberle                   | Regina Pats           |
| Dunc McCallum Memorial Trophy                     | Don Nachbaur                    | Tri-City Americans    |
| Lloyd Saunders Memorial Trophy                    | Bob Tory                        | Tri-City Americans    |
| Allan Paradice Memorial Trophy                    | Andy Thiessen                   |                       |
| St. Clair Group Trophy                            | Kip Reghenas                    | Calgary Hitmen        |
| Doug Wickenheiser Memorial Trophy                 | Ashton Hewson                   | Prince George Cougars |
| WHL Playoff MVP                                   | Tyler Johnson                   | Spokane Chiefs        |
| Professional Hockey Achievement Academic Recipent | Lanny McDonald Blair St. Martin |                       |